# Elezioni regionali in Friuli-Venezia Giulia del 1983
Le elezioni regionali in Friuli Venezia Giulia del 1983 si sono svolte il 26 e 27 giugno 1983. Sono state le quinte nella storia della regione.
Il regime elettorale previsto è un sistema proporzionale, senza elezione diretta del Presidente della Giunta. La legge determina il numero dei consiglieri regionali in ragione di uno ogni 20.000 abitanti, o frazione superiore ai 10.000. Per tali elezioni il numero di consiglieri da eleggere è così fissato in 62, uno in più dell'elezione precedente.
Il primo partito è risultata la Democrazia Cristiana, col 34,3% dei voti, seguita dal Partito Comunista Italiano col 21,7% e dal Partito Socialista Italiano, col 11,3% dei suffragi. Il Consiglio Regionale ha eletto, il 29 luglio 1983 la Giunta Regionale e rieletto Antonio Comelli, della DC, come presidente della Regione.
Il 23 ottobre 1984 è stata eletta una nuova giunta, guidata per la prima volta da Adriano Biasutti, anch'egli democristiano. Il 10 ottobre 1985 il Consiglio regionale ha eletto una nuova giunta, ancora guidata da Biasutti. Infine, il 24 giugno 1987, è stata varata la terza giunta Biasutti della legislatura.
Gli elettori chiamati al voto sono stati 1.022.797. Si sono recati al voto 906.723 cittadini, con un'affluenza pari all'88,65%.
Le elezioni regionali si sono tenute, per la prima volta, in contemporanea con le elezioni politiche, a differenza del 1968, quando furono programmate a una settimana di distanza. Tale contemporaneità si è verificata anche nel 2008. Assieme al rinnovo del Consiglio regionale è stato rinnovato anche il Consiglio provinciale di Gorizia e i consigli di vari comuni, tra cui Monfalcone.

## Sistema elettorale

### Natura del sistema
Il sistema elettorale è stato in parte modificato con la legge regionale 3 maggio 1983, nr. 34, e dalla Legge regionale 13 giugno 1983, n. 53 che però non hanno effettuato cambiamenti in merito all'attribuzione dei seggi fra le liste.
Secondo l'art.1 della legge elettorale l'assegnazione dei seggi tra le liste concorrenti è effettuata in ragione proporzionale, mediante riparto nelle singole circoscrizioni in cui è diviso il territorio regionale, con recupero dei voti residui in sede regionale. Ogni elettore dispone di un voto di lista e può attribuire delle preferenze, due, se i Consiglieri regionali da eleggere sono fino a sei; di tre se i Consiglieri regionali da eleggere sono in numero da sette a quattordici; di quattro se i Consiglieri regionali da eleggere sono in numero da quindici in poi.
Viene applicato, in via generale, quanto disposto dal testo unico delle leggi per l'elezione della Camera dei deputati, approvato con decreto del Presidente della Repubblica 30 marzo 1957, n. 361.
Secondo l'art. 15 dello Statuto sono elettori del consiglio gli iscritti nelle liste elettorali dei Comuni della Regione (ovvero tutti i cittadini che abbiano compiuto 18 anni alla data delle elezioni), mentre sono eleggibili al consiglio regionale gli elettori che abbiano compiuto il 25º anno di età il giorno delle elezioni. L'ufficio di consigliere regionale è incompatibile con quello di membro di una delle Camere, di un altro Consiglio regionale, di un Consiglio provinciale, o di sindaco di un Comune con popolazione superiore a 10.000 abitanti. La legge prevede inoltre altri casi di inelegibilità e incadidabilità.
Gli artt. 38 e seguenti della legge elettorale stabiliscono le operazioni per la determinazione della ripartizione dei seggi fra le liste e fra i candidati. L'ufficio centrale circoscrizionale, dopo il controllo delle schede e la raccolta dei dati, procede a determinare la cifra elettorale di ogni lista. Divide il totale delle cifre elettorali di tutte le liste per il numero dei seggi assegnati alla circoscrizione più uno, ottenendo così il quoziente elettorale circoscrizionale: nell'effettuare la divisione, trascura l'eventuale parte frazionaria del quoziente. Attribuisce, quindi, ad ogni lista tanti seggi quante volte il quoziente elettorale risulti contenuto nella rispettiva cifra elettorale. I seggi che rimangono non assegnati vengono attribuiti al Collegio unico regionale. Se, con il quoziente calcolato come sopra, il numero dei seggi da attribuire alle varie liste superi quello dei seggi assegnati alla circoscrizione, le operazioni si ripetono con un nuovo quoziente ottenuto diminuendo di una unità il divisore. I seggi che rimangono non assegnati, vengono attribuiti al Collegio unico regionale. Tale Ufficio, inoltre, determina la cifra individuale di ogni candidato.
Successivamente l'Ufficio centrale regionale determina il numero dei seggi non attribuiti nelle circoscrizioni e, per ciascuna lista, il numero dei voti residuati. Successivamente procede alla somma dei predetti voti per tutte le liste aventi lo stesso contrassegno, che siano state presentate in almeno due circoscrizioni e che abbiano ottenuto non meno di 5.000 voti validi complessivi.
Divide la somma dei voti residuati di tutti i gruppi di liste per il numero dei seggi da attribuire; nell'effettuare la divisione, trascura l'eventuale parte frazionaria del quoziente. Il risultato costituisce il quoziente elettorale regionale. Divide, poi, la somma dei voti residuati di ogni gruppo di liste per tale quoziente; il risultato rappresenta il numero dei seggi da assegnare a ciascun gruppo. I seggi che rimangono ancora da attribuire sono rispettivamente assegnati ai gruppi per i quali queste ultime divisioni hanno dato maggiori resti e, in caso di parità di resti, a quei gruppi che abbiano avuto maggiori voti residuati; a parità di questi ultimi si procede a sorteggio. I seggi spettanti a ciascun gruppo di liste vengono attribuiti alle rispettive liste nelle singole circoscrizioni, seguendo la graduatoria decrescente dei voti residuati espressi in percentuale del relativo quoziente circoscrizionale. A tal fine si moltiplica per cento il numero dei voti residuati di ciascuna lista e si divide il prodotto per il quoziente circoscrizionale. Qualora in una circoscrizione fosse assegnato un seggio ad una lista i cui candidati fossero stati già tutti proclamati eletti dall'Ufficio centrale circoscrizionale, l'Ufficio centrale regionale attribuisce il seggio alla lista di un'altra circoscrizione proseguendo nella graduatoria anzidetta.

### Ripartizione in circoscrizioni
Il territorio della Regione è ripartito in circoscrizioni elettorali corrispondenti ai circondari soggetti alla giurisdizione dei tribunali. Le circoscrizioni di Trieste, Gorizia e Pordenone corrispondono al territorio delle relative provincie, mentre la provincia di Udine è ripartita in due circoscrizioni: Udine e Tolmezzo.

## Numeri e costi delle elezioni

### Affluenza
Gli elettori chiamati al voto sono stati per la prima volta più di un milione, precisamente 1.022.797. Si sono recati al voto 906.723 elettori, con un'affluenza dell'88,65% contro il 90,56% delle regionali del 1978.

### Schede bianche e nulle
Le schede bianche sono state 25.320 (pari al 2,79% dei voti espressi), le schede nulle sono state 32.027 (pari al 3,53%).

## Risultati
I risultati in merito ai voti alle liste e la distribuzione dei seggi sono indicati nella seguente tabella:
| Liste | Liste                                         | voti    | %      | seggi |
| ----- | --------------------------------------------- | ------- | ------ | ----- |
|       | Democrazia Cristiana                          | 290.714 | 34,26% | 23    |
|       | Partito Comunista Italiano                    | 184.492 | 21,72% | 14    |
|       | Partito Socialista Italiano                   | 96.078  | 11,31% | 7     |
|       | Lista per Trieste                             | 48.505  | 5,71%  | 4     |
|       | Partito Socialista Democratico Italiano       | 48.342  | 5,69%  | 3     |
|       | Movimento Sociale Italiano - Destra Nazionale | 46.317  | 5,45%  | 3     |
|       | Partito Repubblicano Italiano                 | 39.812  | 4,69%  | 3     |
|       | Movimento Friuli                              | 36.820  | 4,33%  | 2     |
|       | Partito Liberale Italiano                     | 18.431  | 2,17%  | 1     |
|       | Democrazia Proletaria                         | 12.903  | 1,52%  | 1     |
|       | Slovenska Skupnost                            | 10.467  | 1,23%  | 1     |
|       | Movimento Indipendentista Triestino           | 3.816   | 0,42%  | -     |
|       | altri                                         | 12.679  | 1,40%  | -     |
|       | Totale dei voti validi                        | 849.376 | 100,00 | 62    |
|       |                                               |         |        |       |

## Analisi del voto

### Trend di voto
La Democrazia Cristiana ha subito una forte perdita di voti, cedendo oltre il 5,30%. Tale calo è stato però compensato, nell'area di governo, dagli incrementi sostanziosi del Partito Socialista Italiano (più 1,8%), Partito Socialista Democratico Italiano (più 0,7%) e soprattutto del Partito Repubblicano Italiano, che ha raddoppiato i voti.
A sinistra il Partito Comunista Italiano ha mantenuto le stesse percentuali del 1978, mentre vi è stato un leggero incremento per Democrazia Proletaria. Hanno migliorato i risultati delle elezioni precedenti anche Partito Liberale Italiano e Movimento Sociale Italiano. Tra le forze regionaliste invece vi sono stati dei cali per Lista per Trieste e Movimento Friuli.

#### Tabella riepilogativa
| Lista                                         | Diff. voti con Reg. 1978 | Diff. seggi con Reg. 1978 |
| --------------------------------------------- | ------------------------ | ------------------------- |
| Democrazia Cristiana                          | 5,34                     | 3                         |
| Partito Comunista Italiano                    | 0,04                     | 0                         |
| Democrazia Proletaria                         | 0,19                     | 0                         |
| Partito Socialista Italiano                   | 1,83                     | 2                         |
| Partito Socialista Democratico Italiano       | 0,69                     | 0                         |
| Partito Repubblicano Italiano                 | 2,34                     | 2                         |
| Partito Liberale Italiano                     | 0,91                     | 0                         |
| Movimento Sociale Italiano - Destra Nazionale | 1,27                     | 1                         |
| Slovenska Skupnost                            | 0,10                     | 0                         |
| Movimento Friuli                              | 0,22                     | 0                         |
| Lista per Trieste                             | 0,80                     | 0                         |
| Movimento Indipendentista Triestino           | 0,06                     | 0                         |
| altre liste                                   | 1,34                     | 1                         |

## Esito delle elezioni
Il 18 luglio 1983 l'assemblea ha eletto Vinicio Turello (DC) Presidente del Consiglio Regionale.
A seguito di quanto previsto dagli art. 35 e 36 dello Statuto il Consiglio regionale ha eletto, il 29 luglio 1983 la Giunta Regionale e rieletto Antonio Comelli, della DC, come presidente della Regione. La giunta era composta da membri della DC, del PSI, del PSDI, del PRI e del PLI, ma era sostenuta anche dalla Slovenska Skupnost.
Il 23 ottobre 1984 è stata eletta una nuova giunta, guidata per la prima volta da Adriano Biasutti, anch'egli democristiano, composta da assessori degli stessi partiti che sostenevano la giunta Comelli. Il giorno seguente il socialista Luigi Manzon è eletto alla Presidenza del Consiglio al posto di Turello.
Il 10 ottobre 1985 il Consiglio Regionale ha eletto una nuova giunta, ancora guidata da Biasutti, senza però la presenza di assessori del PLI. Il 24 ottobre dello stesso anno il liberale Paolo Solimbergo, il primo per il suo partito, ha preso il posto di Manzon quale Presidente dell'assemblea. Infine, il 24 giugno 1987, è stata varata la terza giunta Biasutti della legislatura, composta anch'essa da assessori di DC, PSI, PSDI e PRI.

### Tabella riepilogativa
| N. | Ritratto        | Ritratto       | Nome (Nascita-Morte)         | Mandato         | Mandato                           | Partito              | Giunta      | Composizione                             |
| -- | --------------- | -------------- | ---------------------------- | --------------- | --------------------------------- | -------------------- | ----------- | ---------------------------------------- |
| 1º |                 |                | Antonio Comelli (1920-1998)  | 29 luglio 1983  | 23 ottobre 1984                   | Democrazia Cristiana | Comelli VII | DC (8)-PSI (3) -PSDI (2)-PRI (1)-PLI (1) |
| 2º |                 |                | Adriano Biasutti (1941-2010) | 23 ottobre 1984 | 10 ottobre 1985                   | Democrazia Cristiana | Biasutti I  | DC (9)-PSI (3) -PSDI (1)-PRI (1)-PLI (1) |
| 2º | 10 ottobre 1985 | 26 luglio 1987 | Adriano Biasutti (1941-2010) | Biasutti II     | DC (9) -PSI (4)-PSDI (1)-PRI (1)  | Democrazia Cristiana |             |                                          |
| 2º | 26 luglio 1987  | 8 luglio 1988  | Adriano Biasutti (1941-2010) | Biasutti III    | DC (9) -PSI (2)-PSDI (3)- PRI (1) | Democrazia Cristiana |             |                                          |